# Гуров, Александр Васильевич
Алекса́ндр Васи́льевич Гу́ров (12 [24] мая 1845, Российская империя — 8 октября 1920, Харьков) — русский учёный-геолог, палеонтолог, профессор (с 1886—1906).

## Биография
Родился 12 (24) мая 1845 года [где?], в дворянской семье.
Окончил курс воронежской гимназии, был некоторое время землемером.
В 1869 году окончил физико-математический факультет Харьковского университета, был оставлен для приготовления к профессорскому званию по кафедре геологии.
В 1873—1874 годах стажировался в Великобритании и Франции, в лабораториях и музеях.
В 1883 году после защиты магистерской диссертации начал чтение лекций по геологии в Харьковском университете.
С 1886 года — профессор в Харьковском технологическом институте.
Организовал геологический кабинет.
Одним из первых в России применил для изучения горных пород и окаменелостей микроскоп.
Вышел в отставку в 1906 году в Харькове.
Скончался 8 октября 1920 года [где?], похоронен в Харькове.

## Научная деятельность
Изучал геологического строения и полезных ископаемых Донецкого каменноугольного бассейна, древних кристаллических пород Днепровской площади и Мариупольско-Бердянского плато, с каковой целью им произведен целый ряд экскурсий в районе Харьковской, Воронежской, Курской, Полтавской, Екатеринославской губерний и Области Войска Донского. Сверх того, для выяснения некоторых научных вопросов, возникших при изучении Донецкого бассейна, Гуров посещал подмосковный каменноугольный бассейн, западный склон Урала и Западную Сибирь, где на берегах Иртыша им констатировано присутствие каменноугольных отложений. В области практической геологии Гуров много лет принимал живое и непосредственное участие в разведках на каменный уголь, железные руды и каменную соль в Екатеринославской губернии. Первая на юге буровая скважина, которой открыла в 1871 г. в Бахмуте мощная залежь каменной соли, проведена по его указаниям и при его ближайшем участии.
В 1886 году под его руководством были проведены буровые работы в г. Харькове, доставившие на поверхность артезианскую подмеловую воду. Эта первая в России скважина глубокого заложения (достигшая почти 600-метровой глубины) действовала несколько десятков лет (до Великой Отечественной войны) и обеспечивала город питьевой водой.
Профессор А. В. Гуров сделал значительный вклад в изучение геоморфологического строения Украины. Он выделил Приднепровскую низменность, которая сформировалась под влиянием деятельности рек и четвертичных ледниковых отложений. Пришёл к выводу, что четвертичные ледники дважды проникали в Приднепровскую низменность.

## Имя Гурова в палеонтологии
В связи с тем, что профессор А. В. Гуров внёс большой вклад в изучение палеонтологии и стратиграфии левобережной Украины, его имя осталось в истории науки в названиях древних животных геологической истории планеты:
- Canninophyllum gurovi Fomitchev, — класс коралловых полипов, верхний карбон Донбасса (Фомичёв, 1953).
- Rhactorhynchia gurovi Makridin — класс замковых брахиопод, верхняя юра Донбасса (Макридин, 1964).